# Standrede
Eine Standrede war eine an Zuschauende gerichtete christliche Predigt, die meist unmittelbar nach der Hinrichtung eines Verbrechers oder einer Verbrecherin auf der Richtstätte von einem Geistlichen gehalten wurde. Die Gattung der Standrede war vom 17. bis ins 19. Jahrhundert sowohl im protestantischen als auch im katholischen Kulturbereich verbreitet.

## Zweck
Die Standrede erklärte dem bei der Hinrichtung anwesenden Publikum, welcher Straftat sich die zum Tode verurteilte Person schuldig gemacht hatte und sollte dadurch einerseits eine abschreckende Wirkung entfalten. Der Geistliche richtete in der Predigt ein mahnendes Wort an die Zuschauenden. Die zeitliche und physische Nähe der Rede zur Hinrichtung verlieh der Ermahnung besondere Wirksamkeit.
Andererseits wurde in den Standreden für das Seelenheil der hingerichteten Person gebetet. Neben Abschreckung und Vergeltung ging es bei Hinrichtungen nämlich immer auch um die Erlösung des Sünders nach dem Tod. Zu diesem Zweck wurde den Delinquenten zwischen Verhaftung und Todesstrafe ein geistlicher Beistand gewährt. Den Abschluss dieses Begleitungsprozesses bildete die Standrede.

## Druck
Viele Standreden wurden von städtischen Buchdruckern und Zeitungen publiziert und bei oder nach dem öffentlichen Vortragen verkauft. Der Erlös war für einen guten Zweck bestimmt: teilweise für Armeninstitutionen und sehr oft für die Angehörigen des Hingerichteten. Häufig wurden explizit deren Kinder genannt, denen mit dem Geld eine gute Erziehung ermöglicht werden sollte. Somit fungierten die Standreden auch als Medium zur Verbreitung christlicher Auffassungen einer sittlichen Lebensweise.

## Begriff
In zeitgenössischen Quellen werden weitere Begriffe gebraucht, die dasselbe oder ein vergleichbares Phänomen bezeichnen. Dazu gehören u. a.: Standesrede, Standpredigt, Stockrede, Anrede, Trauerrede, Galgenrede, Warnungsrede, Schafottrede.
Das heute gebräuchliche Wort Standpauke ist ursprünglich die studentensprachliche Verstärkung von Standrede.